# Velvet Revolver
Velvet Revolver var en amerikansk supergrupp inom hårdrock som bildades 2002 i Rancho Santa Margarita i Kalifornien 2002. Bandet bildades av de tidigare Guns N' Roses-medlemmarna Slash, Duff McKagan och Matt Sorum tillsammans med Dave Kushner från punkbandet Wasted Youth. Scott Weiland från Stone Temple Pilots var Velvet Revolvers sångare sedan starten fram till 2008 då de gick skilda vägar. Bandets debutalbum Contraband gavs ut i augusti 2004. Med hitsinglarna "Slither" och "Fall to Pieces" blev albumet snabbt en succé och sålde dubbel-platina i USA. "Slither" vann 2005 en Grammy Award för bästa hårdrockslåt. Efter det kunde bandet börja turnera intensivt. 2005 lanserade de låten "Come On, Come In", som finns på soundtracket till filmen Fantastic Four.
Gruppens andra studioalbum, Libertad, gavs ut 2007. Den första singeln som släpptes från albumet var "She Builds Quick Machines", och bandet gav sig därefter ut på en turné tillsammans med Alice in Chains. I april 2008 lämnade Weiland Velvet Revolver och återförenades med Stone Temple Pilots. Samma månad meddelades det att gruppen gjort ett uppehåll på obestämd tid, och i november samma år revs bandet kontrakt med skivbolaget RCA Records på gruppens egen begäran för att låta dem ta sin tid att ersätta Weiland.
Bandets framtid verkade osäker då Slash gav ut sitt självbetitlade debutsoloalbum och Duff McKagan rekryterades som basist till Jane's Addiction. McKagan lämnade dock Janes Addiction bara några månader senare. Velvet Revolver skrev därefter nya låtar och provspelade ett antal sångare innan man återupptog sin paus. Gruppen återförenades med Weiland för ett engångsframträdande den 12 januari 2012 på en välgörenhetskonsert. Detta kom att bli Velvet Revolvers sista framträdande tillsammans innan Weilands död 2015.

## Historia

### 2001–2002: Bakgrund
Slash, Duff McKagan och Matt Sorum var medlemmar av hårdrocksbandet Guns N' Roses. Slash lämnade gruppen 1996, följt av McKagan året därpå, medan Sorum fick sparken senare samma år. Därefter, fokuserade trion på separata projekt. Slash återupptog Slash's Snakepit, McKagan återupptog 10 Minute Warning och spelade in sitt andra soloalbum, medan Sorum återförenades med The Cult.
2001 hade Slash's Snakepit upplösts för andra gången. Slash började arbeta med The Black Crowes trummis Steve Gorman och en icke namngiven basist på ett nytt projekt. Under denna period skrevs vad som skulle komma att bli låten "Fall to Pieces". Samtidigt återupptog McKagan sitt band Loaded. Efter en turné i Japan 2002, ersattes gruppens gitarrist Mike Squires av Dave Kushner, som tidigare spelat med bland andra Dave Navarro.

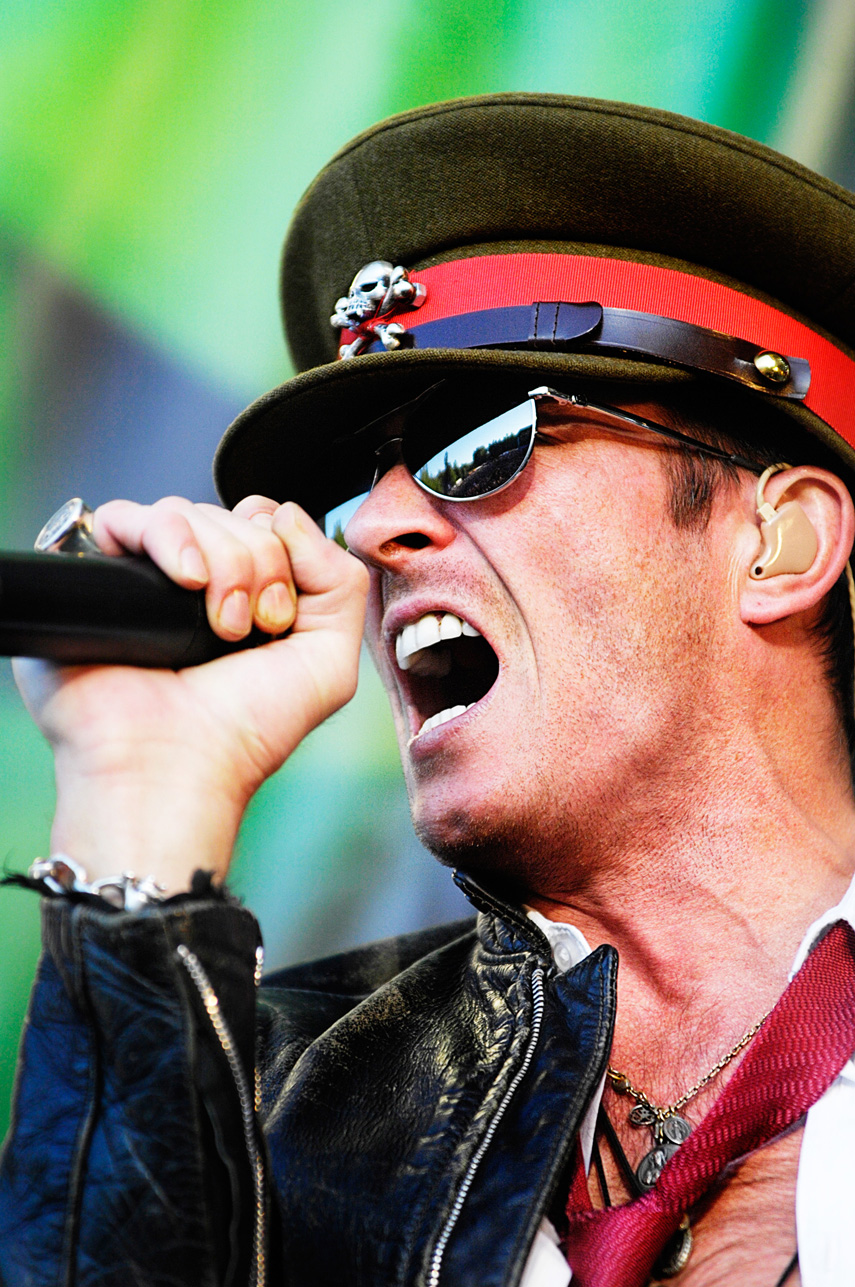
Velvet Revolver uppvaktade Scott Weiland då man sökte sångare.

När musikern Randy Castillo dog i cancer 2002, spelade Slash, McKagan och Sorum på en välgörenhetskonsert för att samla in pengar och hylla Castillo, tillsammans med Josh Todd och Keith Nelson från Buckcherry, samt B-Real och Sen Dog från Cypress Hill. Trion kände att deras musikaliska relation fortfarande var intakt och började repetera med Todd och Nelson, med vad som kom att bli "Dirty Little Thing". Till slut beslutade man dock att inte ha ett band med Todd och Nelson. Under en Loaded-konsert på Viper Room i West Hollywood, introducerades Kushner för Slash av McKagan, som tidigare hade varit vänner i högstadiet och gymnasiet. Kushner blev inbjuden att jamma med gruppen och blev snart inbjuden att vara permanent medlem i gruppen, Slash sade att: "Dave hade en cool vibb till vad [de] gjorde. Det överlades inte, det var det, det passade perfekt."  Deras tidigare bandkamrat från Guns N' Roses, Izzy Stradlin, anslöt sig också till bandet under två veckor, och föreslog så småningom att "Duff och [Stradlin] kommer att sjunga och [de] kommer bara göra en klubbturné i en skåpbil." Slash uppgavs i sin självbiografi att det var svårt att avgöra om Stradlin var allvarlig eller bara skojade. Efter att Kelly Shaefer från banden Atheist och Neurotica provspelat med bandet, lämnade Stradlin gruppen.
Efter Schaefers audition, fortsatte kvartetten söka efter en sångare och VH1 började filma rekryteringsprocessen, samtidigt som gruppen vid denna tidpunkt högst tillfälligt kallades för "The Project". Resultatet av dokumentären sändes som VH1 Inside Out: The Rise of Velvet Revolver. Ett flertal sångare provspelade för bandet, inklusive Steve Ludwin från Carrie och Little Hell, Todd Kerns, tidigare från Age of Electric, Sebastian Bach, från Skid Row, Shawn Albro från UPO, och Travis Meeks från Days of New. Myles Kennedy, som tidigare varit med i The Mayfield Four tackade nej till en audition efter att ha fått en inbjudan från Sorum. Även Ian Astbury från The Cult och Mike Patton från Faith No More tackade nej till att provsjunga med gruppen. Bandet var även intresserat av Stone Temple Pilots sångare Scott Weiland, som hade blivit vän med McKagan efter att de både gått på samma gym. Weiland spelade en gång på samma konsert som Kushner, och var inlagd på rehab samtidigt som Sorum. Weiland fick två skivor av material skickat till sig, och ansåg att den första skivan "lät som ett dåligt Bad Company". Efter att ha emottagit den andra skivan, var Weiland mer positiv, och jämföra den med tidiga Stone Temple Pilots, men tackade ändå nej till bandet då Stone Temple Pilots fortfarande var aktivt.
När Stone Temple Pilots splittrades 2003, skickade bandet ny musik till Weiland, som han tog med sig till sin studio och lade till sång på. Denna musik blev så småningom låten "Set Me Free". Weiland var fortfarande osäker på om han ville gå med i gruppen, trots att han själv hjälpt till med musik till bandet och uppträtt med dem på en konsert. De spelade in två låtar med producenten Nick Raskulinecz, en nyinspelad version av "Set Me Free" och en cover på Pink Floyds "Money". Både låtarna hamnade sedan på soundtracken till filmerna Hulk respektive The Italian Job. Kort därefter gick Weiland officiellt med i bandet. Trots att gruppen inte hade något skivbolag och utan någon större promotion lyckades "Set Me Free" ta sig upp som nummer 17 på Hot Mainstream Rock Tracks i USA. Strax innan visningen av Hulk på Universal Studios valde bandet ett namn. Efter att ha sett en film av Revolution Studios, fastnade Slash för ordet Revolution. Så småningom gick hans tankar över till Revolver på grund av ordets flera betydelser, bland annat; namnet på en pistol, och titeln på ett album av The Beatles. När han föreslog Revolver till bandet, kom Weiland med motförslaget Black Velvet Revolver, då han gillade idén om "något intimt som sammet intill något dödligt som en pistol." De bestämde sig så småningom för Velvet Revolver, vilket de tillkännagav under en presskonferens och en showcasekonsert på El Rey Theatre i Los Angeles där de framförde "Set Me Free" och "Slither" samt covers på Nirvanas "Negative Creep", Sex Pistols "Pretty Vacant", och Guns N' Roses "It's So Easy".

### 2003–2005:Contrabandoch kommersiell framgång
Före inspelningen av gruppens debutalbum, tog Weiland låtar som bandet tidigare hade skrivit till sin studio, Lavish, i Toluca Lake och började arrangera om låtarna, för att de skulle passa bättre till hans sång, tillsammans med ljudteknikern Doug Grean. Låtarna "Big Machine" och "Dirty Little Thing" är ett resultat av detta. Kort därefter greps Weiland på en parkeringen utanför sin studio för droginnehav. Efter att ha släppts från fängelset skrev han texter till material som tidigare givits till honom, och skrev bland annat texten till låten "Fall to Pieces". En tid senare påbörjade Velvet Revolver inspelningarna av sitt debutalbum. Inledningsvis spelade de in "Slither" med producenten Bob Ezrin på Henson Studios, men var missnöjda med resultatet. Efter att ha spelat in "Headspace" med Josh Abraham, var bandet så pass nöjda med resultatet att man bestämde sig för att spela in resten av albumet med honom.

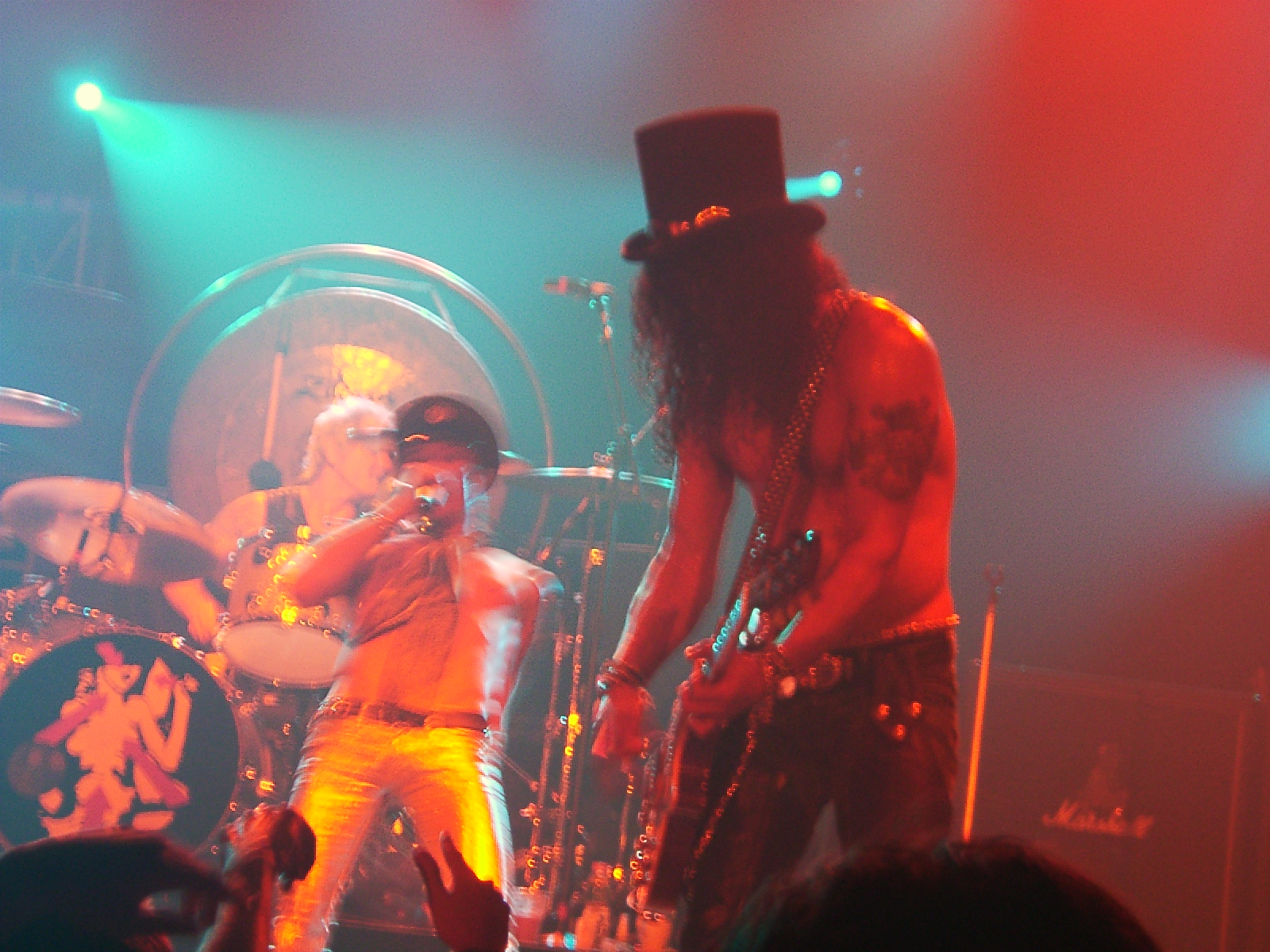
Velvet Revolver live i Stockholm 2004.

Velvet Revolver drog snart till sig uppmärksamhet från stora skivbolag som Warner Bros. och Chrysalis Records. Även RCA och Elektra Records var intresserade av att signera bandet. Man bestämde sig slutligen för RCA Records. De spelade in debutalbumet i NRG Recording Studios i Los Angeles medan Slash spelade in sina gitarrdelar på en mindre studio i den södra delen mellan Highland Avenue och Sunset Boulevard. Under inspelningsprocessen kunde Weiland endast arbeta tre timmar per dag på grund av att ett domstolsbeslut som sade att han under en tid skulle bo i ett halvvägshus. Resultatet av inspelningarna blev albumet Contraband som gavs ut den 8 juni 2004 och, med hjälp av framgången med singeln "Slither", debuterade som nummer ett på Billboard 200 och sålde över 250 000 exemplar under den första försäljningsveckan. Contraband såldes i över fyra miljoner exemplar världen över, varav 2,9 miljoner såldes i USA där den platinacertifierades två gånger av RIAA. Både "Slither" och "Fall to Pieces" lyckades nå nummer ett på Mainstream Rock Charts, samt nummer 56 respektive 67 på Billboard Hot 100.
Albumet blev generellt sett väl emottaget av kritiker. Trots att beröm för sin hedonism och mognad, noterade vissa recensenter ett avstånd mellan "sångaren och bandet". Velvet Revolver vann en Kerrang! Award för bästa internationella nykomling 2004, och vann året därpå en Grammy Award för bästa hårdrock med "Slither". De fick också en nominering för "Rock Artist of the Year" på Billboard Music Awards medan "Fall to Pieces" var nominerad till "Song of the Year/Rock Radio Radio Music Award". Under 2005 spelade bandet in en ny låt, "Come On, Come In", till filmen Fantastic Four, som nådde nummer 14 på Mainstream Rock Chart. Samma år äntrade "Fall to Pieces" åter listorna, och nådde som bäst nummer 25 på Adult Top 40.
Velvet Revolver turnerade flitigt i nitton månader under denna period. Man besökte både USA och Europa två gånger, och gjorde även konserter i Australien, Nya Zeeland och Japan. Gruppen uppträdde också på Live 8 samt olika festivaler, däribland Download Festival och Ozzfest. Det var under denna turné som bandmedlemmarna, med undantag för Kushner, återföll till alkohol och droger. Även om de lyckades bli rena i tid för inspelningen av nästa album, ansåg Slash att bandet "förlorade [Weiland]" och tyckte samtidigt att gruppens anda minskande.

### 2005–2008:Libertadoch Weilands avhopp
Weiland tillkännagav 2005 att Velvet Revolver nästa album skulle vara ett konceptalbum med titeln Libertad. När de började skriva låtar till albumet, bestämde man sig för att släppa tankarna om ett konceptalbum. Till en början arbetade bandet tillsammans med producenten Rick Rubin på albumet. Rubins metoder, som att ha ett arbetslag som gjorde jobbet – medan han själv endast dök upp ibland – och på grund av det faktum att han arbetade med andra projekt samtidigt, gjorde att bandet beslutade att inte fortsätta arbeta med Rubin. Efter att Weiland föreslagit Brendan O'Brien som producent, började Velvet Revolver arbeta med honom. Slash sade att O' Brien "tog med sig mer än bara disciplin till ekvationen, han hade en musikalitet som härrör från det faktum att han spelar gitarr, bas och trummor. Vid ett givet ögonblick kunde han spela med tillsammans [med bandet] och det underlättade verkligen processen." Han sade också att "sessionerna var konsekventa, alla var där, alla bidrog och alla uppskattade vad varje spelare gjorde" och att det "ömsesidiga deltagandet överträffade de första Guns–sessionerna." Under tiden bandet skrev låtar till albumet trodde Weiland att hans bandkamrater hade för avsikt att återförenas med Guns N' Roses när bandets manager talade med Axl Rose om att byta management, och de inte skulle spela in sitt andra album. Han övertygades senare av bandet att så inte var fallet.
Efter slutförandet av albumet, spelade Velvet Revolver för, och presenterade Van Halen när gruppen blev invald i Rock and Roll Hall of Fame, den 12 mars 2007. Bandet spelade ett medley av "Ain't Talkin' 'bout Love" och "Rounaround". I april samma år var gruppen förband till Aerosmith i Sydamerika. Som en föregångare till släppet av det kommande albumet gavs gavs EP:n Melody and the Tyranny ut den 1 juni 2007. EP:n innehöll två låtar från Libertad, en cover av Talking Heads låt "Psycho Killer", en videodokumentär om inspelningen av Libertad, samt en live-video av "Do It for the Kids".
Libertad gavs ut den 3 juli 2007 och nådde som bäst femte plats på Billboard 200. Albumets första singel "She Builds Quick Machines" nådde plats 74 på Hot Canadian Digital Chart som bäst. Den andra och tredje singeln, "The Last Fight" och "Get Out the Door", nådde som bäst plats 16 respektive plats 34 på Mainstream Rock Chart. Mottagandet av albumet var blandat från kritiker och recensenter. Även om vissa kritiker hyllade albumet och ansåg att Libertad gav bandet en egen identitet, utanför jämförelserna med Guns N' Roses och Stone Temple Pilots, beskrev andra albumet som "ljummet" och konstaterade att bandet fortfarande behövde hitta "sina styrkor istället för att leta efter ett kollektivt sound."

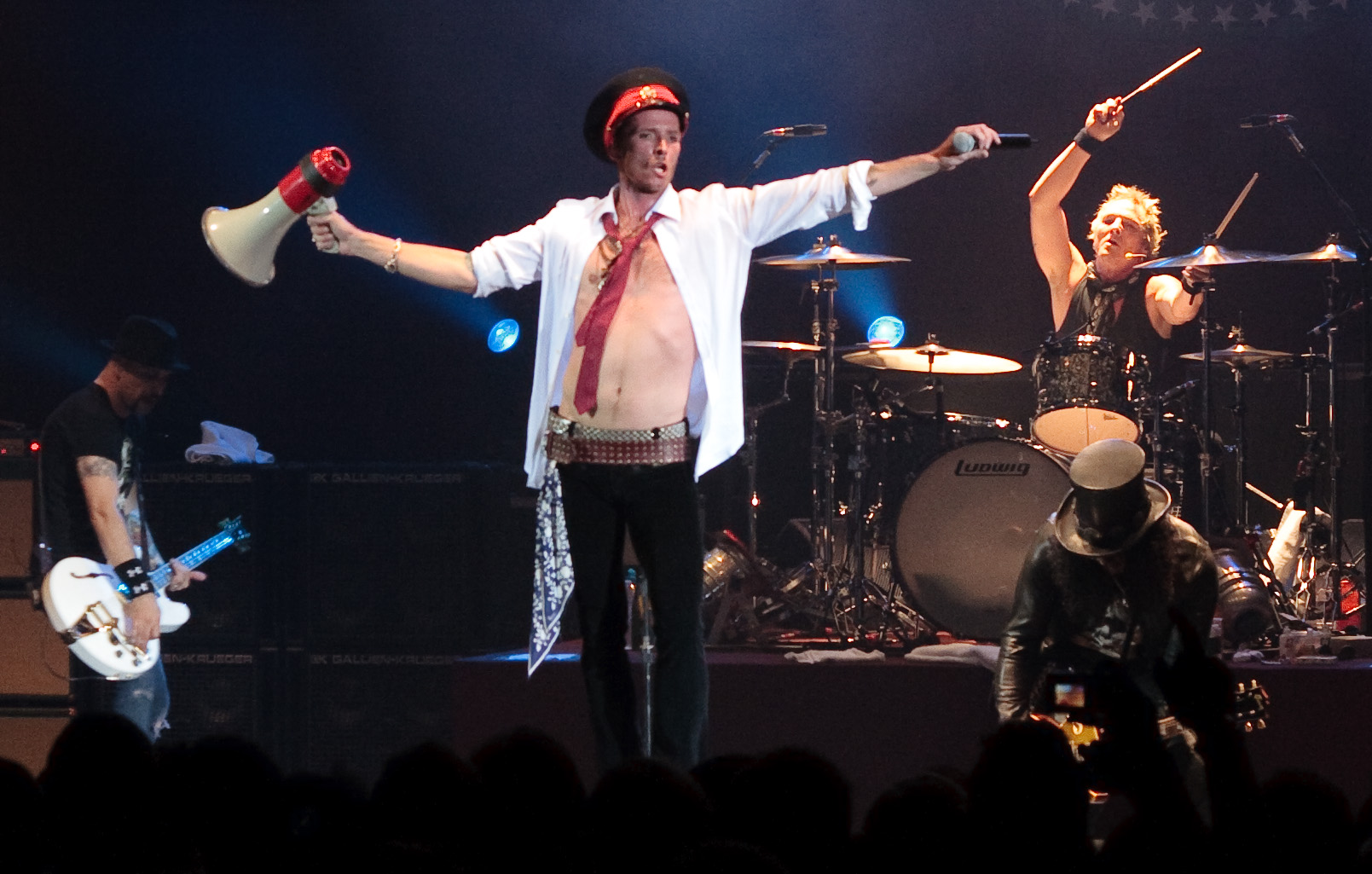
Velvet Revolver live i London, juni 2007.

För att promota albumet turnerade Velvet Revolver i Nordamerika med Alice in Chains mellan augusti och oktober 2007. Gruppen spelade samma år också på Virgin Festival, Gods of Metal, och Download Festival. En novemberturné i Japan ställdes in efter att bandet nekats visum, och 2008, sköts en turné i Australien upp på grund av hälsoproblem, och ställdes senare in efter att Weiland frivilligt lagt in sig på rehab. Den 21 november 2007 greps Weiland efter att ha kraschat sin bil på en motorväg i Los Angeles. Han åtalades då han kört bil drogpåverkad med en tidigare fällande dom och släpptes senare då borgenssumman på 40 000 dollar betalats. Mellan den 24 januari och den 1 april 2008 turnerade Velvet Revolver både i USA och Storbritannien, samt ett antal konserter i övriga Europa under turnén Rock n' Roll as It Should Be. De spelade också på Desert Rock Festival i Dubai den 8 mars samma år, och det var under denna turné som Weiland "kom tillbaka till sina gamla vanor", vilket gick hårt på resten av bandet, och den inställda turnén i Australien sågs som "sista droppen".
Under den brittiska turnén, talade bandmedlemmarna aldrig med Weiland, med undantag för några gräl runt scenen. Spänningarna i gruppen kulminerade under bandets konsert i Glasgow den 20 mars 2008 när Weiland meddelade publiken att det var bandets sista turné, omedveten om att bandet redan planerat att sparka honom. Efter att Sorum skrivit ett inlägg om konserten på sin webbplats, replikerade Weiland med ett uttalande genom Blabbermouth.net, där han sade att han "gjort många försök att förbli hjärtlig med medlemmarna i [Velvet Revolver], men framför allt, sådana som [Sorum]" och att "[bandet] var ett gäng. Men ego och svartsjuka kan förstöra vem som helst." Slash uppgav senare att det inte skulle bli Velvet Revolvers sista turné. Weilands avgång offentliggjordes den 1 april, samtidigt som han också lämnade coverbandet Camp Freddy, som Sorum också var medlem i. Weiland återförenades senare med Stone Temple Pilots, innan han sparkades 2012.

### 2008–2015: Sökandet efter en ny sångare

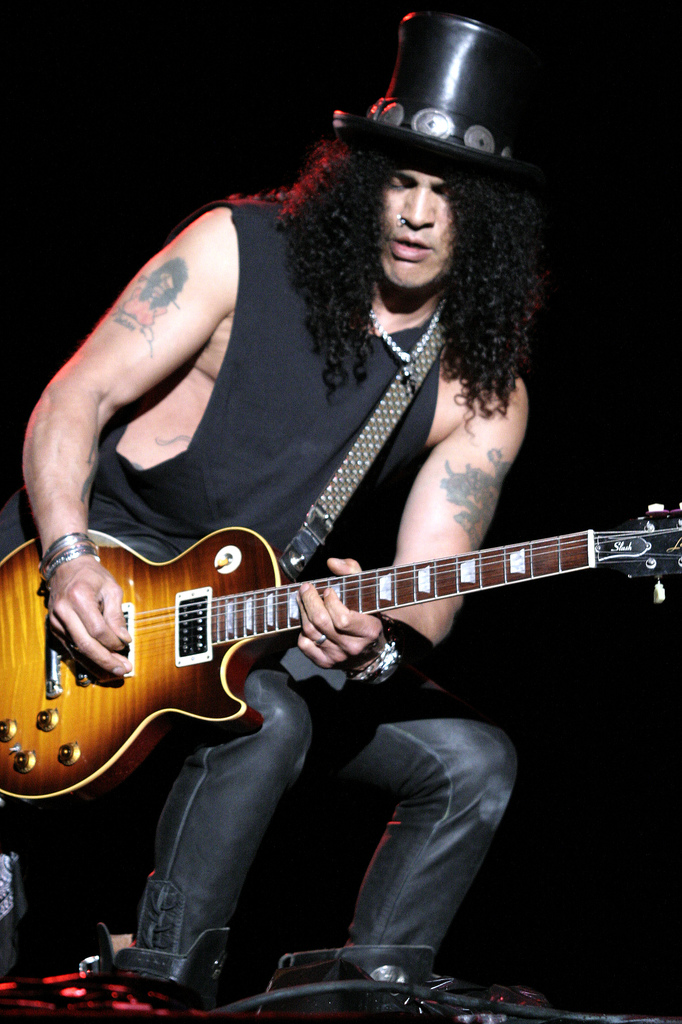
Slash gav ut tre soloalbum under tiden gruppen letade ny sångare.

Efter Weiland avgång, påbörjade bandet inspelningar och sökandet efter en ny sångare. Sökandet var sporadiskt då bandet tillbringade lite tid med att provspela med sångare, för att sedan arbeta med soloprojekt, sedan återvända till bandet, för att sedan överge det igen. Genom åren har flera namn ryktas provspela med bandet. Det ryktades starkt kring Myles Kennedy, på grund av hans samarbeten med Slash; Lenny Kravitz, Chester Bennington från Linkin Park, Steve Isaacs från Skycycle och The Panic Channel, Royston Langdon från Spacehog, Donovan Leitch från Camp Freddy, Jimmy Gnecco från Ours och gitarristen från Scars on Broadway Franky Perez. Enligt uppgift spelades ett album in med Corey Taylor från Slipknot och Stone Sour, som dock bordlades.
Slash, McKagan och Sorum bidrog alla till låten "Kissed It" som gavs ut den 22 juni 2011 på Macy Grays album The Sellout. Trots Kushners frånvaro, krediterades trion som Velvet Revolver på albumet. Bandet gav den 16 november 2010 ut sin första konsert-DVD – Live in Houston – som spelades in den 18 juni 2004 vid Verizon Wireless Theater då bandet turnerade för Contraband. Den 13 september spelade Slash, McKagan och Sorum tillsammans på en välgörenhetskonsert med ett gästframträdande från Kushner.
Velvet Revolver återförenades för ett engångsframträdande med Scott Weiland, initierat av Kushner fru, på en välgörenhetskonsert den 12 januari 2012. Efter en annan välgörenhetskonsert som tog vid 2011, med samtliga fyra bandmedlemmar, gick alla med på en engångsåterförening innan Kushner bjöd in Weiland, som också tackade ja. Efter konserten uppgav Kushner att det för närvarande var oklart hur Velvet Revolvers framtidsplaner såg ut: "Jag vet att alla har andra åtaganden, men jag tror att alla tänker "låt oss få det här gjort och gå igenom detta, så får vi se sen."
I april 2012 sade Weiland att han skulle vilja återförenas med Velvet Revolver permanent: "om Maynard James Keenan kan göra det med A Perfect Circle och Tool, så finns det ingen anledning till varför jag inte skulle kunna göra det med båda banden". I en intervju med ABC Radio i maj samma år sade Weiland att han återförenats med bandet permanent för en turné och ett tredje studioalbum, detta påstående förnekades dock några dagar senare av Slash i en intervju med 93X.
Den 12 maj 2014 berättade Slash i en intervju att han "tror [de] ska provspela en sångare" i framtiden. Men sa också att han skulle turnera med sitt soloband de nästkommande 18 månaderna. McKagan sade i en intervju i slutet av juni 2014 att gruppen haft åtminstone en audition för rollen som sångare, men att personen som de provspelade inte imponerade på de övriga medlemmarna i bandet. Han sade också att det var otänkbart att han själv skulle bli sångare i Velvet Revolver på grund av de erfarenheter han haft som sångare i sitt eget band Loaded. Att vara sångare och basist samtidigt var inte så tilltalande för honom på grund av det faktum att han skulle bli mycket mer statisk i sin scennärvaro, han tillade att han föredrar att röra sig på scenen under liveframträdanden.
Den 3 december 2015 hittades Scott Weiland död på sin turnébuss, en dag innan ett framträdande i Minnesota med sitt band The Wildabouts. Sedan 2016 har både McKagan och Slash återvänt till Guns N' Roses.

## Bandmedlemmar
- Slash — gitarr, kör (2002–2008, 2012)
- Dave Kushner — gitarr (2002–2008, 2012)
- Duff McKagan — basgitarr, kör (2002–2008, 2012)
- Matt Sorum — trummor, kör (2002–2008, 2012)
- Scott Weiland — sång, keyboard (2002–2008, 2012)

## Diskografi
| Studioalbum - 2004 – Contraband - 2007 – Libertad EP - 2007 – Melody and the Tyranny | Singlar - 2003 – "Set Me Free" - 2004 – "Slither" - 2004 – "Fall to Pieces" - 2005 – "Dirty Little Thing" - 2005 – "Come On, Come In" - 2007 – "She Builds Quick Machines" - 2007 – "The Last Fight" - 2008 – "Get Out the Door" |